# 密阳 (电影)
《密阳》（韓語：밀양），是一部2007年上映的韓國電影，由韩国导演李沧东编剧及导演，改編自李清俊短篇故事，片名來自密陽市。《密阳》在2007年戛纳电影节上首映，全道嬿获最佳女主角奖。宋康昊在片中饰演男主角。李沧东让演员们自己阐释角色，但最后还是导演拍板。影片批判了基督教传教士在韩国的活动，对人神之间的关系提出了疑问。

## 劇情介紹
李申愛帶著兒子來到亡夫的故鄉密陽，開了一家鋼琴學院，準備展開新的人生。沒想到生活正當一切回歸平靜之時，李申愛再次遭遇到人生重創，兒子俊兒遭到綁架，最終被殺害。因此李申愛試圖透過宗教信仰來沖淡傷痛，學會寬恕。但是李申愛之後探視殺害兒子的兇手，準備原諒他時，卻因兇手告訴她說：「上帝已經原諒我了。」受到打擊而暈倒。

## 演員陣容
- 全道嬿 飾 李信愛
- 宋康昊 飾 金宗燦
- 趙英鎮 飾 朴道燮
- 金榮在 飾 李民基，信愛的弟弟
- 宣正燮
- 宋美林
- 金美香
- 李尹熙
- 金鍾洙 飾 申社長
- 金美京
- 吳萬植
- 李熙俊 飾 野外祈禱會志工
- 李聖旻
- 廉惠蘭 飾 信愛婆家親戚

## 獎項
| 入圍              | 獎項         | 結果 |
| ----------------- | ------------ | ---- |
| 第60屆坎城影展    | 最佳女主角獎 | 獲獎 |
| 第60屆坎城影展    | 金棕櫚獎     | 提名 |
| 第44屆大鐘獎      | 最佳影片獎   | 提名 |
| 第44屆大鐘獎      | 最佳女主角獎 | 提名 |
| 第44屆大鐘獎      | 最佳男主角獎 | 提名 |
| 第44屆大鐘獎      | 最佳導演獎   | 提名 |
| 第44屆大鐘獎      | 特別獎       | 獲獎 |
| 第28屆青龍獎      | 最佳女主角獎 | 獲獎 |
| 第2屆亞洲電影大獎 | 最佳影片獎   | 獲獎 |
| 第2屆亞洲電影大獎 | 最佳女主角獎 | 獲獎 |
| 第2屆亞洲電影大獎 | 最佳男主角獎 | 提名 |
| 第2屆亞洲電影大獎 | 最佳導演獎   | 獲獎 |
| 韓國電影獎        | 最佳影片獎   | 獲獎 |
| 韓國電影獎        | 最佳女主角獎 | 獲獎 |
| 韓國電影獎        | 最佳男主角獎 | 獲獎 |
| 韓國電影獎        | 最佳導演獎   | 獲獎 |
| 韓國電影獎        | 最佳攝影獎   | 提名 |
| 韓國電影獎        | 最佳劇本獎   | 提名 |

## 外部連結
- 互联网电影数据库（IMDb）上《密阳》的资料（英文）
- AllMovie上《Secret Sunshine》的资料（英文）
- Metacritic上《Secret Sunshine》的資料（英文）
- 爛番茄上《Secret Sunshine》的資料（英文）
- Festival Distinguished by Its Strong Actresses, The New York Times, May 25 2007
- Review（页面存档备份，存于） at koreanfilm.org